# Перест циприс
Перестите циприси (Cypris pubera) са вид остракоди от семейство Cyprididae.
Таксонът е описан за пръв път от Ото Фридрих Мюлер през 1776 година.